# Gondogeneia subantarctica
Gondogeneia subantarctica is een vlokreeftensoort uit de familie van de Pontogeneiidae. De wetenschappelijke naam van de soort is voor het eerst geldig gepubliceerd in 1938 door Stephensen.